# Wollbachspitze
La Wollbachspitze (en italien : Punta di Valle) est une montagne qui s’élève à 3 209 ou 3 210 m d’altitude dans les Alpes de Zillertal, à la frontière entre l'Autriche et l'Italie.